# Mr. Saxobeat
«Mr. Saxobeat» (укр. Містер Саксобіт) — сингл румунської співачки Александри Стан, випущений у 2010 році. Пісня була успішною в Румунії, де кілька тижнів займала перше місце в чарті синглів. Пісня по рахунку є третьою, яку співачка випустила за всю свою кар'єру.

## Про пісню
Сингл був записаний на студії Maan, що розташована у румунському місті Констанца, продюсуванням занйлися Марчен Продан та Андрій Немирський. Мастерингом займався Том Койн у Нью-Йорку.
Реліз офіційного відеокліпу відбувся 15 листопада 2010 року.

## Список композицій
| Промо-сингл | Промо-сингл                   | Промо-сингл |
| #           | Назва                         | Тривалість  |
| ----------- | ----------------------------- | ----------- |
| 1.          | «Mr. Saxobeat» (Radio Edit)   | 3:15        |
| 2.          | «Mr. Saxobeat» (Extended Mix) | 4:16        |

## Учасники запису
У записі пісні взяли участь:
- Александра Стан — спів;
- Марчел Продан — автор тексту, продюсер;
- Андрій Немирський — автор тексту, продюсер;
- Том Койн[en] — мастеринг.